# وفيق السامرائي
وفيق عجيل حمود السامرائي (1 تموز 1947 - 30 آب 2022) ضابط عسكري عراقي برتبة فريق، ونائب سابق لمديرية الاستخبارات العسكرية العامة (العراقية). ومستشار الأمن الوطني للرئيس العراق الأسبق جلال الطالباني، تخرج من الكلية العسكرية العراقية في سنة 1968م، ومن كلية الأركان في 1977م، وهو من مدينة سامراء، سافر إلى الأردن سنة 1995 وانشق هناك عن حكومة صدام حسين.

## الحياة السياسية
كان وفيق السامرائي عضواً موثوقا به في الدائرة العسكرية الداخلية لنظام صدام حسين، لكنه في ديسمبر/كانون الأول 1994 فرَّ من النظام العراقي إلى مدينة كركوك شمالي العراق، وفي أثناء وجوده في كركوك قام بتنظيم عصيان بمساعدة المؤتمر الوطني العراقي - وهو تحالف من فئات المعارضة تدعمه المخابرات المركزية الأميركية - وكانت الخطة هي مهاجمة القوات المسلحة العراقية المتمركزة بالقرب من كركوك، بهدف إثارة موجة من الثورات العسكرية، ورغم ذلك فإن العصيان الشامل المخطط له لم يتم، وانفصل السامرائي عن المجلس الوطني العراقي وغادر شمالي العراق.
في عام 1995 أصبح السامرائي زعيماً للحركة الوطنية العراقية، وهي تنظيم معارض هدفه الإطاحة بنظام صدام حسين، ثم بعد ذلك سافر للعيش خارج العراق، وكان يتنقل بين فترة وأخرى بين الأردن وسوريا.
وفي عام 1998 انتقل إلى لندن، ثم أسس حزبا معارضا تحت اسم المجلس الأعلى للإنقاذ الوطني ومقره الدانمارك في الأول من أغسطس/آب 2002.
عاد السامرائي إلى العراق بعد سقوط نظام صدام حسين في عام 2003، وعُيِّن في منصب المستشار الأمني للرئيس جلال طالباني عام 2005، ولكن أعفي من هذا المنصب عام 2008 بعد العثور على وثائق تتهمه بالمشاركة في هجمات سابقة شنها الجيش العراقي (في عهد نظام صدام حسين) على الأكراد والشيعة في عام 2001.
وفي مارس/آذار 2008، قال بيان صادر عن المكتب الصحفي لرئاسة الجمهورية العراقية إن المحكمة الجنائية العليا التي شكلت لمحاكمة عدد من مسؤولي النظام السابق قررت تبرئته من جميع التهم المنسوبة إليه والمتعلقة بأحداث عام 1991، بعدها قرر مغادرة العراق والذهاب إلى لندن، وأعلن عدم نيته في العودة إلى العراق مستقبلا.

## كتبه
- حُطام البوابة الشرقیة.

## وفاته
توفي ليلة الثلاثاء 30 آب/أغسطس 2022 في لندن عن عمر ناهز 75 عاما. وكان السامرائي قد أعلن قبل سنة تقريباً عن إصابته بمرض السرطان وكان يخضع للعلاج في إحدى المستشفيات هناك.